# Semimonocasco
En aviación, semimonocasco se refiere a un tipo de construcción empleada en la actualidad, deriva de la palabra monocasco e igualmente de este tipo de construcción. Se caracteriza por emplear un recubrimiento delgado, denominado piel, soportado por diferentes componentes estructurales como son las cuadernas que dan forma a las diferentes secciones transversales del fuselaje y por larguerillos, que son elementos longitudinales unidos a las cuadernas, haciendo de este tipo de construcción un todo, que actúa de forma conjunta disminuyendo la fatiga del material, y al usar elementos transversales continuos, permite crear formas complejas de curvas compuestas, ya que el revestimiento es delgado. En construcción en serie a nivel industrial es ideal, pues las piezas son de fácil replicación con el uso de máquinas y herramientas.

## Historia
Las estructuras aeronáuticas han evolucionado un poco más lento que todas las demás tecnologías empleadas en la aviación. Prácticamente las estructuras aeronáuticas evolucionaron a partir de las cometas o volantines y los barcos, pues nunca existió una máquina voladora hasta que alguien la inventó, y para ello es que se debió crear  un mundo de nuevas tecnologías afines, pero como nada surge de la nada, por ello es que se emplearon técnicas de diseño y construcción de medios de transporte e ideas de artefactos voladores (no aeronaves) que ya existían, se las adaptó y poco apoco fueron evolucionando hasta tener una adaptación total a la necesidad exclusiva que la aviación demanda hoy en día.
Tanto en el empleo de materiales como en el diseño en sí, se puede notar un abismo de diferencia en la adaptación y aplicabilidad a lo largo de la historia de la aviación, entre el Flyer de los Wright y el actual AIRBUS A-380, pero algo que siempre tendrán en común será el objetivo que debe cumplir su estructura que es: ser un elemento muy dinámico que al mismo tiempo de fortaleza al diseño, es decir, que deba ser flexible para disipar todas las cargas externas a las que se someta la aeronave, tanto en tierra como  en vuelo, mientras es lo suficientemente rígida para mantener la integridad de toda la aeronave.

## Desarrollo
Posterior a la Primera Guerra Mundial, el desarrollo de las estructuras aeronáuticas fue evolucionando a pasos agigantados pasando de la madera al metal y a conceptos estructurales totalmente nuevos, basándose en la industria naval, en donde la construcción de los barcos se hacía de tipo monocasco, en la que el revestimiento formaba una parte integral del conjunto y también era un componente estructural primario, debía ser de un espesor considerable, se la empleó durante un tiempo, especialmente en los llamados Botes Voladores, pero entonces se optó por una estructura que adicionaba más componentes formadores a las partes que soportan el revestimiento y reducía el espesor del mismo, esta es el tipo de estructura que empezó a emplearse en toda construcción aeronáutica, pues daba fortaleza y ligereza a los armazones y permitía manejar formas muy complejas en las secciones transversales, incluso hoy se sigue empleando este tipo de estructura, su evolución ha consistido en el empleo de mejores  materiales y aleaciones, mejores elementos de unión, todo con tendencia a reducir el peso de la aeronave.

## Estructura Semimonocasco

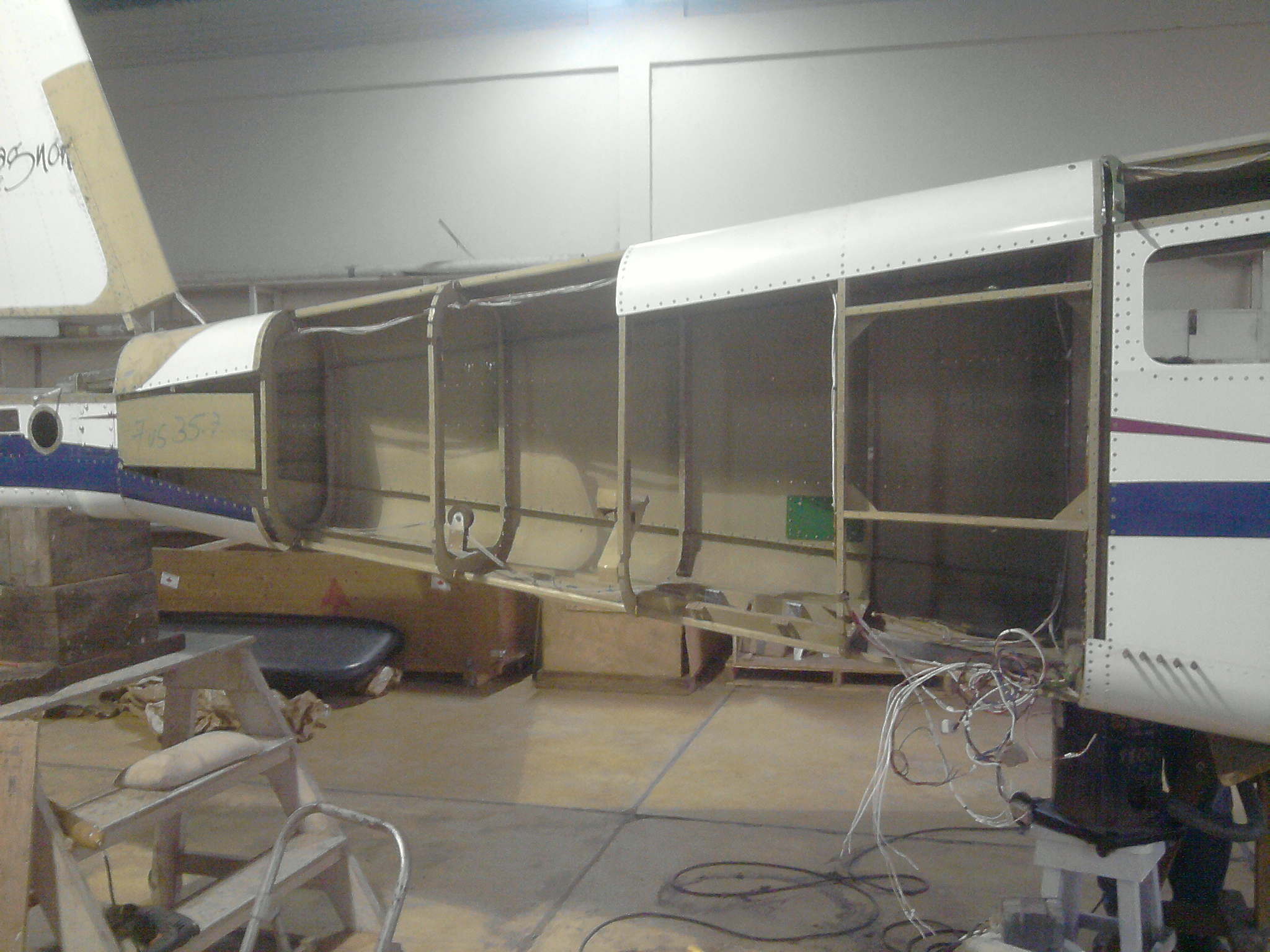
Estructura semimonocasco

Este tipo de construcción empezó a emplearse, con el afán de mejorar las formas en las aeronaves, evolucionó a partir de las estructuras monocasco, ya que al no poderse trabajar planchas de revestimientos de mucho espesor, se pensó en utilizar planchas delgadas, pero estas, si no tienen suficiente apoyo llegan a pandear, por lo que se hizo necesario aumentar componentes internos que soportaran el revestimiento delgado, de ahí la necesidad de colocar cuadernas que son formadoras y se denominan de forma y larguerillos de fuselaje que son varillas longitudinales al fuselaje, lográndose una retícula que soporta al revestimiento. Dependiendo de cuán delgada sea la plancha, será necesario colocar más estructura secundaria para brindarle mayor rigidez al revestimiento, pero esto tiene un límite, ya que si la plancha de revestimiento fuera demasiado delgada, se haría necesario el empleo de mucha estructura secundaria, llegando a ser preferible el uso de una estructura monocasco.

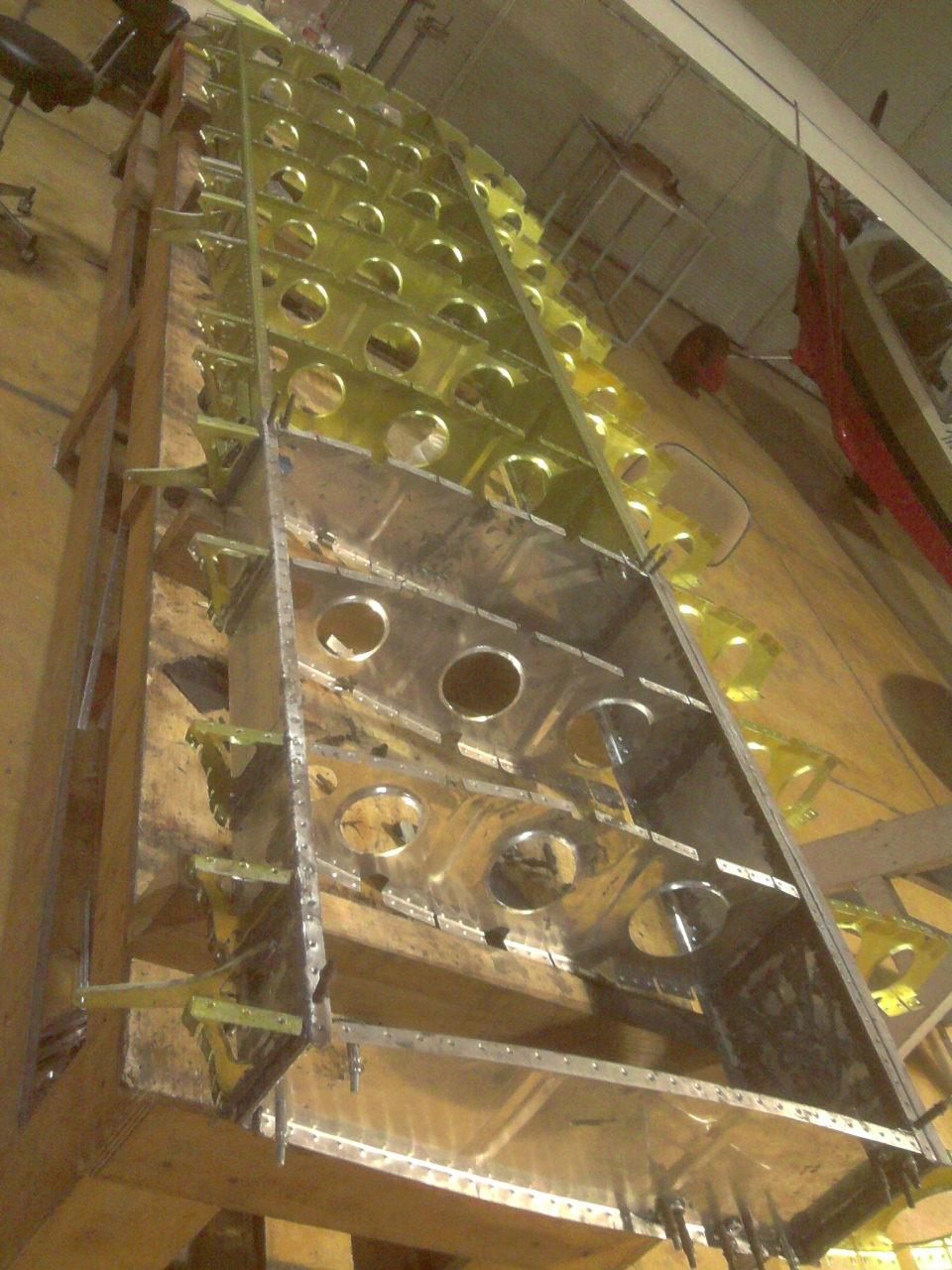
Ala semimonocasco.

Debido a que el metal empezó a emplearse como material preferido de construcción y el manejo de las aleaciones fue siendo más tecnificado, se lograron materiales más resistentes con menores espesores, consiguiendo estructuras aún más ligeras sin perder su resistencia. La estructura semimonocasco, es la que optimiza el empleo del volumen interno al máximo, como puede verse en las aeronaves de transporte de carga y pasajeros. Además distribuye el trabajo estructural a casi todos sus componentes, principales (estructuras de fuerza) y secundarios (estructura formadora), logrando que el revestimiento delgado transmita por torsión los esfuerzos a todos los demás elementos, esta construcción es igualmente empleada en las alas, esto hace que a diferencia de la estructura monocasco, la fatiga sobre cada componente sea menor, alargando la vida útil de las estructuras metálicas.
El empleo de este tipo de estructuras apareció, durante la transición entre guerras mundiales. Fue apreciada por su construcción, gracias a que los componentes eran unidos mediante el empleo de elementos de sujeción, haciéndose innecesario el uso de la soldadura, salvo en aplicaciones específicas, lo que no debilitaba las uniones. Además era posible diseñar aeronaves con prácticamente cualquier forma, pues se trabajaba con secciones transversales (cuadernas) separadas a muy poca distancia, por lo que el fuselaje podía evolucionar con muchas formas aprovechando al máximo el espacio interior, eso es muy evidente hoy en día en cada aeronave moderna, sobre todo en los diseños militares, que cada vez necesitan mejores formas para optimizar su aerodinámica.
El empleo de estas estructuras hizo posible masificar la aviación por el hecho de que los procesos constructivos son prácticamente mecánicos y con piezas de fácil construcción en serie, que luego son de fácil ensamblado. Gracias al avance en diferentes tecnologías, las uniones han llegado a ser incluso pegadas obviando el uso de remaches y/o tornillos, evitando debilitar mucho las estructuras con muchas perforaciones, estos pegamentos son muy especializados y no se los ha llegado a emplear aún en las estructuras de fuerza.
Con el advenimiento de las fibras compuestas, se han llegado a reemplazar varios paneles de revestimiento metálico, consiguiendo así reducir aún más el peso estructural sin detrimento de la resistencia.
Este tipo de estructura no es muy difundida entre los “constructores caseros”, quienes prefieren estructuras reticulares y monocasco, ya que no requiere de muchos elementos constructivos como la semimonocasco, que además por ese hecho resultaría desventajoso económicamente hablando de una pequeña producción. Pero se ha empleado, haciendo uso de madera con un revestimiento de poco espesor que pueda garantizar la comunicación de esfuerzos entre componentes de soporte del mismo, pudiéndose usar delgadas láminas de contrachapado o de fibras compuestas.

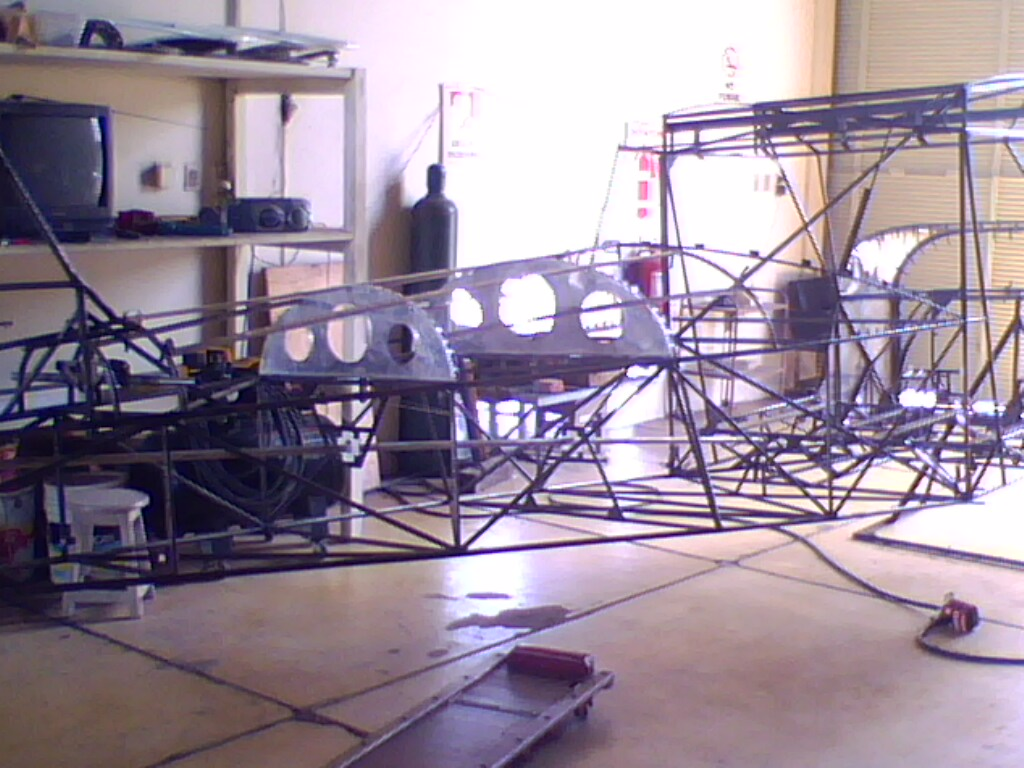
Estructura combinada, primaria reticular, secundaria de forma semimonocasco.

En la aviación actual y gracias a la aparición de cada vez nuevos y mejores materiales, es posible, el empleo de estos tres tipos de estructuras combinadas entre sí para su aplicación más conveniente, dependiendo cómo vaya a emplearse, esto puede observarse aún mejor en todo lo que hoy se le llama aviación deportiva.